# Néstor Omar Píccoli
Néstor Omar Píccoli (Buenos Aires, Argentina; 20 de enero de 1965) es un exfutbolista y actual director técnico argentino. Jugaba como delantero y su primer equipo fue River Plate. Su último club antes de retirarse fue Fukuoka Blux de Japón.

## Trayectoria

### Como jugador
Surgió de las inferiores de River Plate, donde tuvo su debut como profesional, luego fue cedido a préstamo a Unión de Santa Fe y Temperley, y volvió a River en 1987. Ese año partió hacia el fútbol japonés, donde se consagró campeón de Segunda División con ANA Yokohama. Tras un fugaz regreso a Argentina para jugar en Gimnasia y Esgrima La Plata, se trasladó nuevamente a Japón para sumarse a Fukuoka Blux, donde se retiró en 1995 luego de lograr el ascenso a la Segunda División y Primera División.
Tiene en su haber 130 goles aproximadamente, siendo el 5º jugador extranjero más goleador en Japón en promedio partidos/goles.

### Como entrenador
Inició su carrera como técnico en el Avispa Fukuoka, donde logró la mejor campaña del equipo en toda la historia, promoviendo muchos jóvenes y siendo ídolo indiscutido de los hinchas: una de las canciones más conocidas de sus hinchas es el ya famoso "Piccoli Avispa...". También fue entrenador del Fujieda MYFC en 2003.
En 2018 fue uno de los ayudantes de campo de Julio César Falcioni, a quien acompañó en sus pasos por Gimnasia y Esgrima La Plata, Banfield (dos etapas), Boca Juniors, All Boys, Universidad Católica de Chile, Quilmese Independiente de Avellaneda. Además, fue técnico interino del Taladro en 2018, cuando Falcioni estuvo imposibilitado de dirigir debido a una operación.
Actualmente es director técnico del primer equipo de Deportivo Merlo.

## Clubes

### Como jugador
| Club                        | País      | Año       |
| --------------------------- | --------- | --------- |
| River Plate                 | Argentina | 1984      |
| Unión de Santa Fe           | Argentina | 1985-1986 |
| Temperley                   | Argentina | 1986      |
| River Plate                 | Argentina | 1987      |
| ANA Yokohama                | Japón     | 1987-1990 |
| Gimnasia y Esgrima La Plata | Argentina | 1990-1991 |
| Fukuoka Blux                | Japón     | 1992-1995 |

### Como asistente técnico
| Club                        | País      | Año       |
| --------------------------- | --------- | --------- |
| Gimnasia y Esgrima La Plata | Argentina | 2007      |
| Banfield                    | Argentina | 2009-2010 |
| Boca Juniors                | Argentina | 2011-2012 |
| All Boys                    | Argentina | 2013      |
| Universidad Católica        | Chile     | 2014      |
| Quilmes                     | Argentina | 2015      |
| Banfield                    | Argentina | 2016-2017 |
| Banfield                    | Argentina | 2019-2020 |
| Independiente               | Argentina | 2021-2022 |
| Colón                       | Argentina | 2022      |

### Como entrenador
| Club                | País      | Año       |
| ------------------- | --------- | --------- |
| Avispa Fukuoka      | Japón     | 2000-2001 |
| Fujieda MYFC        | Japón     | 2003      |
| Banfield (interino) | Argentina | 2018      |
| Deportivo Merlo     | Argentina | 2025      |

## Palmarés

### Como jugador

#### Campeonatos nacionales
| Título                | Club         | País  | Año  |
| --------------------- | ------------ | ----- | ---- |
| Japan Soccer League   | ANA Yokohama | Japón | 1988 |
| Japan Football League | Fukuoka Blux | Japón | 1995 |

### Como asistente técnico

#### Campeonatos nacionales
| Título          | Club         | País      | Año  |
| --------------- | ------------ | --------- | ---- |
| Torneo Apertura | Banfield     | Argentina | 2009 |
| Torneo Apertura | Boca Juniors | Argentina | 2011 |
| Copa Argentina  | Boca Juniors | Argentina | 2012 |

### Distinciones individuales
| Distinción                           | Año     |
| ------------------------------------ | ------- |
| Goleador de la Japan Soccer League   | 1987-88 |
| Goleador de la Primera División      | 1991-92 |
| Goleador de la Japan Football League | 1994    |